# Tunga terasma
Tunga terasma (лат.) — вид блох из семейства Tungidae. Южная Америка: Бразилия.

## Описание
Паразиты различных видов млекопитающих, среди хозяев броненосцы: Cabassous unicinctus; шестипоясный броненосец (Euphractus sexcinctus); гигантский броненосец (Priodontes maximus, Dasypodidae).
Размер неосом (гипертрофированных самок; длина, ширина, высота): 10×9×13 мм (крупнейший вид рода). Вид был впервые описан в 1937 году немецким и английским энтомологом академиком Карлом Йорданом (Karl Jordan; 1861—1959).